# Batalha de Guaxenduba
A Batalha de Guaxenduba foi um confronto militar ocorrido em 19 de novembro de 1614, próximo de onde hoje se localiza a cidade de Icatu, no estado do Maranhão, no Brasil. Envolveu forças portuguesas, potiguaras e tabajaras, de um lado, e francesas e tupinambás, de outro. A batalha foi um importante passo dado pelos portugueses para a expulsão definitiva dos franceses do Maranhão, a qual viria a ocorrer no ano seguinte. A expulsão dos franceses possibilitou que grande parte da Amazônia passasse para domínio português e, posteriormente, brasileiro.

## Antecedentes

### Amazônia e a Capitania do Maranhão
A Amazônia era conhecida pelos espanhóis desde 1501, quando a região foi percorrida por Vicente Yáñez Pinzón. O Rio Amazonas foi navegado pela primeira vez em 1541 por Francisco de Orellana, numa viagem que partiu de Quito e chegou ao mar. No século XVI, vários exploradores espanhóis obtiveram concessões para investigar a região, mas as expedições eram perigosas e pouco lucrativas, o que afastou o interesse dos castelhanos. À época das capitanias hereditárias, denominava-se "Maranhão" a região inexplorada que se situava no limite entre o Estado do Brasil e o Vice-Reino do Peru. As tentativas dos portugueses de ocupar a Capitania do Maranhão no século XVI fracassaram; assim, a região amazônica permaneceu esquecida pelos lusitanos, sendo frequentemente explorada por piratas estrangeiros.
No final do século XVI, os portugueses, estabelecidos em Pernambuco, começaram a expandir sua presença em direção ao norte, buscando vencer tribos indígenas resistentes e expulsar os comerciantes franceses de suas feitorias nas regiões próximas. No período da União Ibérica, a Coroa castelhana também temia que a Holanda, a Irlanda, a Inglaterra e alguns Estados alemães formassem uma aliança de países protestantes para tomar o norte de Pernambuco, o que impulsionou tentativas de ocupação portuguesa de regiões a norte e oeste desse núcleo de colonização.

### França Equinocial

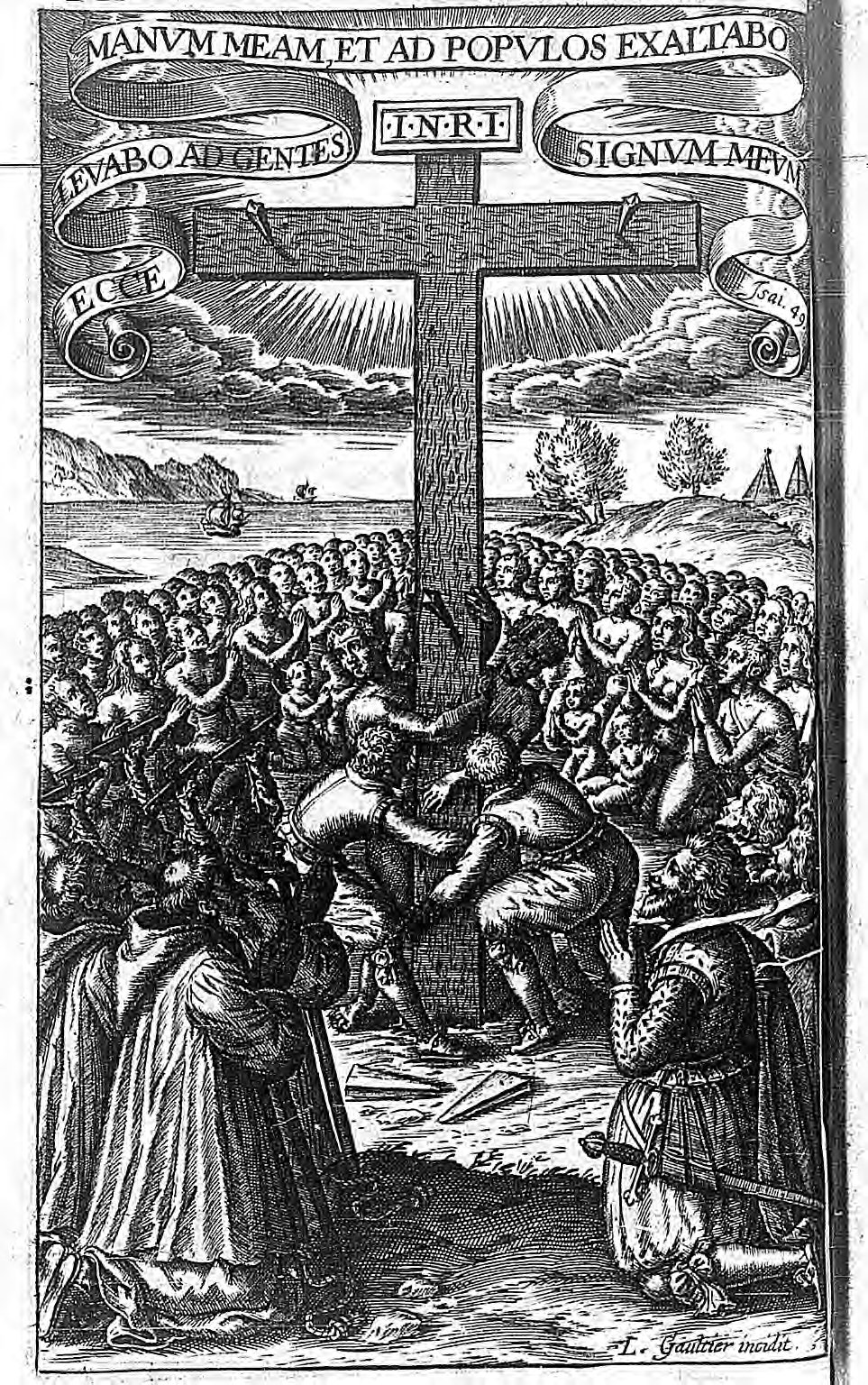
Elevação de uma cruz para a bênção da Ilha do Maranhão, durante a fundação da França Equinocial

Desde o início do século XVI, os franceses se estabeleceram em diversos pontos da costa brasileira, buscando contrabandear o pau-brasil. Em 1556, tentaram consolidar uma colônia no Rio de Janeiro, a França Antártica, sendo expulsos em 1567. Em 1612 no Maranhão, com o apoio dos indígenas locais, os franceses novamente tentam estabelecer uma colônia no território reivindicado por Portugal: em 8 de setembro desse ano, foi fundada a povoação de Saint Louis e iniciada a construção do Forte de São Luís do Maranhão, onde hoje existe o Palácio dos Leões.
Em 1613, numa viagem de reconhecimento por mar, o militar português Martim Soares Moreno descobriu a existência dessa povoação francesa. Através de relatos de indígenas, soube que não se tratava de uma feitoria, mas de uma colônia organizada e com recursos consideráveis. Tentou retornar a Pernambuco, mas com o movimento contrário da Corrente das Guianas, sua embarcação foi levada às Antilhas, de onde ele partiu para a Europa.

### Jornada Milagrosa
Com o objetivo de fazer o reconhecimento da Capitania do Maranhão, o governador-geral do Brasil, Gaspar de Souza, enviou tropas de Pernambuco para consolidar o domínio sobre a região, em duas forças separadas. A primeira, comandada pelo capitão-mor Jerônimo de Albuquerque, partiu de Recife em 22 de junho de 1614, por via terrestre, e era composta por cerca de 90 soldados. Albuquerque chegou ao Rio Grande, onde deveria recrutar guerreiros indígenas e aguardar a chegada da segunda força portuguesa, a principal, comandada pelo sargento-mor Diogo de Campos Moreno. Em 24 de julho, Gaspar de Souza recebeu da Europa uma correspondência de Martim Soares, na qual ele relatava que havia chegado ao Maranhão e alertava que lá havia muitos franceses e que estes haviam conquistado a amizade dos índios. O contingente de Diogo de Campos partiu de Recife por mar, em 23 de agosto de 1614, e era formado por cerca de 300 portugueses em 8 embarcações. A expedição foi intitulada "milagrosa" devido às limitações de recursos presentes: escassez de mantimentos, ausência de médicos, e embarcações pequenas e em mau estado.
Jerônimo de Albuquerque esperava recrutar até 500 guerreiros no Rio Grande, mas conseguiu reunir apenas 234 homens, acompanhados de 300 mulheres e crianças. Diogo de Campos chegou em 28 de agosto e reuniu-se com Jerônimo de Albuquerque. Este pretendeu prosseguir com seus índios e alguns soldados por terra, pois julgava que as embarcações tinham pouco armamento e seriam perdidas num possível combate contra corsários; porém, de última hora, decidiu embarcar seu contingente na flotilha, e todo o efetivo seguiu por mar até as proximidades do Forte de Nossa Senhora do Amparo, onde Albuquerque e seus indígenas desceram à terra por não estarem acostumados ao mal-estar das viagens marítimas. A maior parte dos índios que embarcaram no Rio Grande abandonaram a viagem e permaneceram no Ceará, exceto 50 guerreiros; em compensação, o grupo recebeu reforços de aldeias do Ceará, passando a ter 220 indígenas ao todo. Todo o contingente embarcou em 29 de setembro de 1614; em seguida chegaram à Baía das Tartarugas. Jerônimo de Albuquerque tentou conseguir apoio dos índios da Serra da Ibiapaba, mas isso lhe foi negado pelo chefe Diabo Grande, que era aliado dos franceses, além de ser filho de um francês e uma índia.
Em 12 de outubro, o contingente de 300 portugueses e 200 flecheiros indígenas voltou a embarcar, chegando à foz do Rio Periá no dia seguinte, levado por ventos fortes. Começaram a fazer o reconhecimento da região e a buscar um local adequado para fortificar. Em 26 de outubro, após passarem por entre canais estreitos, bancos de areia e parcéis, chegaram a uma área chamada de Guaxindubá pelos indígenas, na margem direita da Baía de São José. Ali, na praia de Guaxenduba, sob a orientação do engenheiro Francisco Frias de Mesquita, foi construída uma fortificação de madeira e entulho, de formato hexagonal, à qual foi dado o nome de Forte de Santa Maria, a cerca de 20 km da atual sede do município de Icatu, diante das posições francesas no Forte de São José de Itapari.
Uma vez estabelecidos, os portugueses passam a trabalhar na construção e vigilância do forte e no reconhecimento da região. Num primeiro contato com os portugueses, alguns indígenas da Ilha disseram que a mesma estava cheia de franceses, outros, que eles haviam ido embora. Em 30 de outubro, um grupo de indígenas da Ilha matou quatro índias e um índio que acompanhavam os portugueses, fazendo-os desconfiar daqueles nativos e acreditar que haviam sido enviados pelos franceses para reconhecer seus navios. Nos dias do final de outubro, os portugueses no forte de Santa Maria observavam o movimento de embarcações francesas na Baía de São José, contra as quais tiveram alguns confrontos rápidos.

### Primeiro ataque francês
Em 10 de novembro de 1614, após um desentendimento com Diogo de Campos, Jerônimo de Albuquerque ordenou que as tripulações dos navios que estavam ancorados ou encalhados no estuário ficassem vigilantes; um indígena da Ilha havia informado os portugueses de que, naquela noite, os franceses tentariam tomar suas embarcações. Na madrugada de 11 de novembro, os franceses, guiados por Louis de Pézieux, Monsieur du Prat e Isaac de Rasilly, aproximaram-se dos navios silenciosamente. Quando perceberam o ataque, os marinheiros tocaram as trombetas e alertaram os soldados do forte, que dispararam a artilharia sem cessar, entretanto, não gerando nenhum efeito nos franceses. Os marinheiros abandonaram e deixaram livres as embarcações, das quais três foram capturadas pelos franceses: uma caravela, um patacho e um barco que estavam mais afastados da terra.

## A batalha

### Início do confronto
Na manhã de 19 de novembro de 1614, os soldados portugueses notaram que, na praia em frente ao forte de Santa Maria, o mar estava repleto de embarcações a vela e a remo se aproximando da costa, com franceses e seus aliados indígenas desembarcando. Para atacá-los, Diogo de Campos dirigiu-se à praia com alguns soldados portugueses. Foi iniciada uma troca de tiros e nesse primeiro contato, foram mortos um soldado português e dois franceses; percebendo que o número de inimigos era muito maior, o sargento-mor retrocedeu ao forte.
Os franceses dispunham de 200 soldados, muitos dos quais eram fidalgos, em duas tropas separadas, levando coletes de aço, espadas e mosquetes de grande qualidade. Contavam com 50 canoas e 2000 índios, tanto da Ilha quanto de Tapuitapera (atualmente Alcântara). Daniel de la Touche, senhor de la Ravardière, comandante dos franceses, estava no mar com mais 200 soldados liderados por Isaac de Razilly, e 100 flecheiros indígenas; essa segunda força deveria desembarcar a seguir, para fechar o cerco aos portugueses. Segundo relatos de prisioneiros franceses, esse outro contingente era composto de 100 soldados, que deviam guardar os navios até que o forte português fosse tomado.

### Trincheiras
Diante do forte de Santa Maria havia um outeiro a uma distância igual a um tiro de falcão, limitado a norte pelo mar e ao sul pelo rio do qual os portugueses retiravam água. Os franceses, junto a seus aliados indígenas, desembarcaram ao pé desse morro na preamar (maré alta) e no topo, construíram uma cerca de varas de madeira, que foi guarnecida com soldados franceses e cerca de 400 índios. Abaixo dela, construíram outra cerca, além de 7 trincheiras com pedras grandes, que eram defendidas pelos demais franceses e indígenas. Dessa maneira, fortificaram todo o espaço entre a maré e o topo do outeiro, de modo que as canoas que chegavam ficavam parcialmente ocultas. Por um caminho secreto, Jerônimo de Albuquerque circundou o morro com 75 soldados e 80 flecheiros, enquanto Diogo de Campos mobilizou outro grupo e se preparou para atacar os franceses e indígenas no desembarque. Em terra, saltou de uma canoa com um trombeta (mensageiro), que levava o brasão de armas reais da França e uma carta em francês escrita por Ravardière, a qual dizia que os portugueses deviam se render em 4 horas ou seriam massacrados. Diogo de Campos percebeu que a carta era uma tentativa de obter informações sobre o estado das tropas portuguesas e ganhar tempo, uma vez que as posições francesas ainda não estavam consolidadas.
Diogo de Campos avançou com seu grupo contra as trincheiras, e comunicou a Jerônimo de Albuquerque que fizesse o mesmo. O contingente do sargento-mor tomou a primeira trincheira, e como os índios que a defendiam com os franceses eram uma grande multidão, os portugueses não perdiam um tiro. Os franceses em terra (comandados por Louis de Pézieux) inicialmente insistiram na luta, mas percebendo que os portugueses haviam tomado a trincheira dos índios, começaram uma retirada em direção aos seus navios. Nesse momento, o contingente de Jerônimo de Albuquerque saiu do mato e avançou sobre eles; Monsieur du Prat, comandante de uma das companhias, escapou do combate, enquanto os demais decidiram permanecer lutando junto a Pézieux, que foi morto no confronto. Apesar dos pedidos dos portugueses para que se rendessem, os franceses resistiram, sustentando um combate intenso.
Ravardière observou do mar que o exército francês sofria pesadas baixas: em menos de uma hora, a área ao redor estava repleta de mortos franceses e indígenas. Mandou para próximo da praia os navios mais velozes para prevenir maiores danos à sua tropa, mas, sob o bombardeio da artilharia portuguesa, foi forçado a desistir. Em seguida, Diogo de Campos ordenou que ateassem fogo a todas as canoas que estavam abicadas na base do morro.

### Desistência francesa
Com todas as canoas em chamas, os franceses restantes em terra não tiveram como fugir e tudo o que puderam fazer foi se recolher à fortificação no topo do outeiro. À tarde, os lusitanos avançaram contra essa posição através da mata fechada, mas não conseguiram toma-la. Ao tentar desfazer a cerca, vários soldados portugueses foram mortos, pois se punham à frente dos mosquetes dos franceses, que ainda resistiam. Turçou, que era o intérprete dos franceses na comunicação com os índios, foi ferido pelos portugueses, e com ele, Monsieur de la Fos Benart, comandante da guarnição da fortificação. Sem orientação, os índios restantes, mais de 600, começaram a fugir pelo mato, e a eles se misturaram os soldados franceses, que não possuíam mais pólvora para atirar. Ao cair da noite, os franceses abandonaram o local, embarcando em lanchas.
Os portugueses contaram 115 franceses mortos, mas considerando os desaparecidos, o número pode ter chegado a 150; morreram também cerca de 400 indígenas aliados dos franceses, a maioria deles afogados durante a retirada. Entre os soldados portugueses, foram 10 mortos e 18 feridos; entre os indígenas aliados dos lusitanos, nenhum morto e "poucos" feridos, segundo Manuel de Sousa d'Eça.

## Trégua e expulsão dos franceses

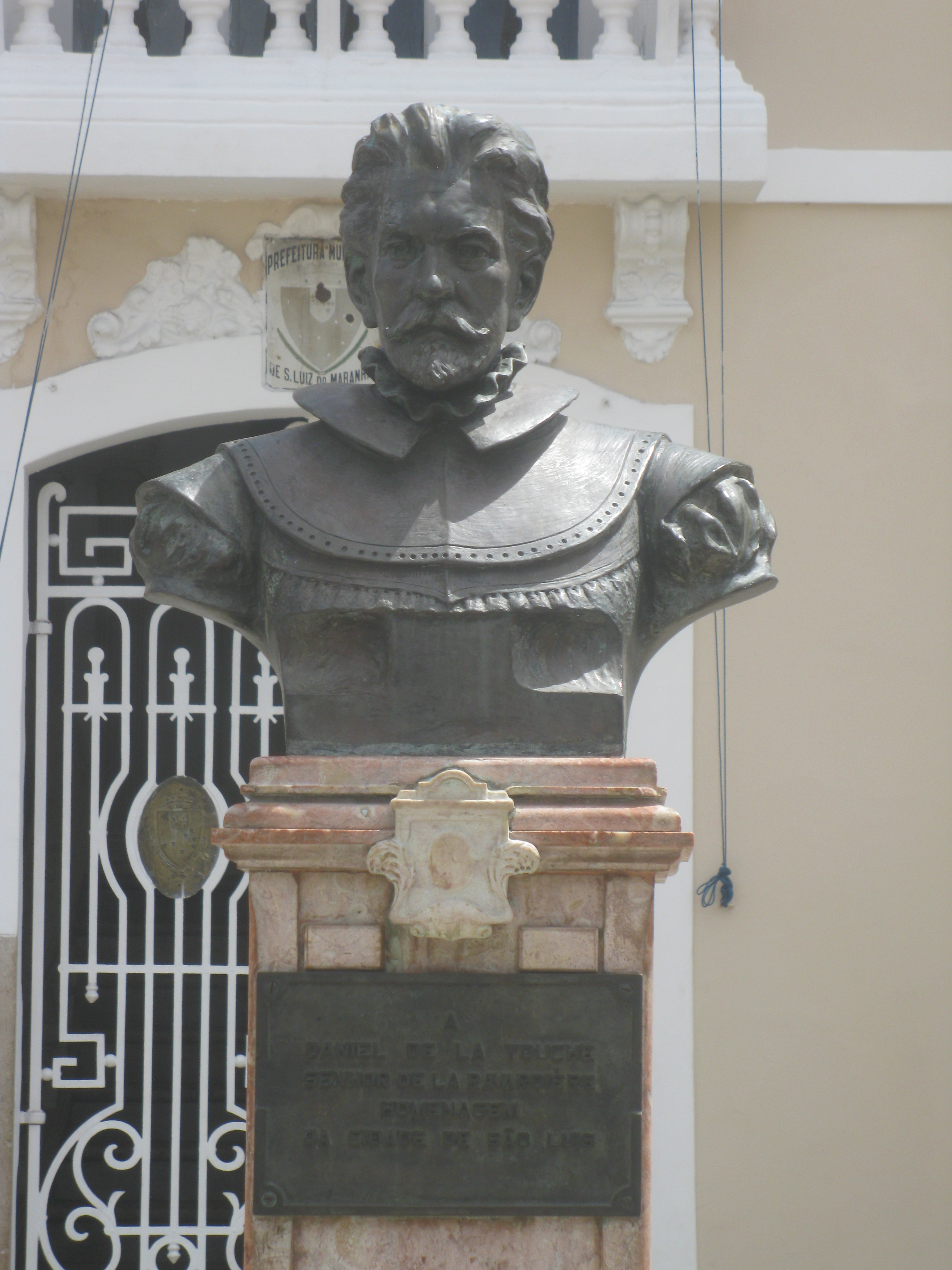
Busto de Daniel de la Touche em São Luís

Após o confronto, Ravardière e Jerônimo de Albuquerque se comunicaram por correspondência por alguns dias, até que concordaram em uma trégua, ficando estipulado que um oficial português e um francês fossem à França, e que um de cada nação fosse à Espanha, para procurar nas cortes desses países uma solução para o conflito. Por esse acordo, assim que o veredito chegasse da Europa, o grupo que estivesse destinado a sair do Maranhão deveria deixar a terra em 3 meses, pacificamente. Com o cessar-fogo anunciado, portugueses, franceses e nativos permaneceram em paz.
Em outubro de 1615, chega ao Maranhão o capitão-mor de Pernambuco, Alexandre de Moura, trazendo um reforço de tropas e mantimentos. Por ser de patente superior, assumiu o comando geral das tropas portuguesas. Sob seu comando, os portugueses violaram o tratado feito por Albuquerque, e intimaram Ravardière a abandonar o Maranhão imediatamente, sem pagamento pela artilharia e munições deixadas no forte. Em 3 de novembro de 1615, o forte foi cercado e Ravardière se rendeu, sem combate. Os portugueses ofereceram 3 de seus navios para a retirada dos franceses, dos quais mais de 400 partiram imediatamente. Alguns franceses, casados com mulheres indígenas, ficaram no Maranhão; os que permaneceram eram em sua maioria ferreiros. Em janeiro de 1616, Daniel de la Touche foi levado à força para Pernambuco, onde recebeu uma indenização e perdão do governador-geral, para evitar que se juntasse a outros corsários franceses e os liderasse novamente. Em 1619, ao exigir o aumento da pensão estipulada pela Coroa portuguesa, foi preso em Lisboa, permanecendo encarcerado por três anos na Torre de Belém.

## Características dos exércitos
O exército português era composto de soldados profissionais, divididos em 4 companhias de 60 homens cada uma, além de um número de aventureiros e mercenários. O sargento-mor Diogo de Campos era adepto das práticas da guerra europeia, enquanto o capitão-mor Jerônimo de Albuquerque, sertanista, era habituado ao estilo de guerra dos indígenas.
Por outro lado, o exército francês era formado, em sua maioria, por trabalhadores civis, com pouco ou nenhum treinamento militar profissional. Um exemplo disso é a composição da segunda leva de colonos franceses, que chegou ao Maranhão em meados de 1614: consistia em cerca de 300 pessoas, entre as quais 12 frades, 10 mulheres e apenas cerca de 5 fidalgos; os demais eram profissionais de diversos ofícios mecânicos, tais como ferreiros, serralheiros, e pedreiros. Essa diferença teria sido a principal causa da derrota dos franceses, apesar do apoio dos indígenas e da superioridade logística.

## Lenda do milagre de Guaxenduba

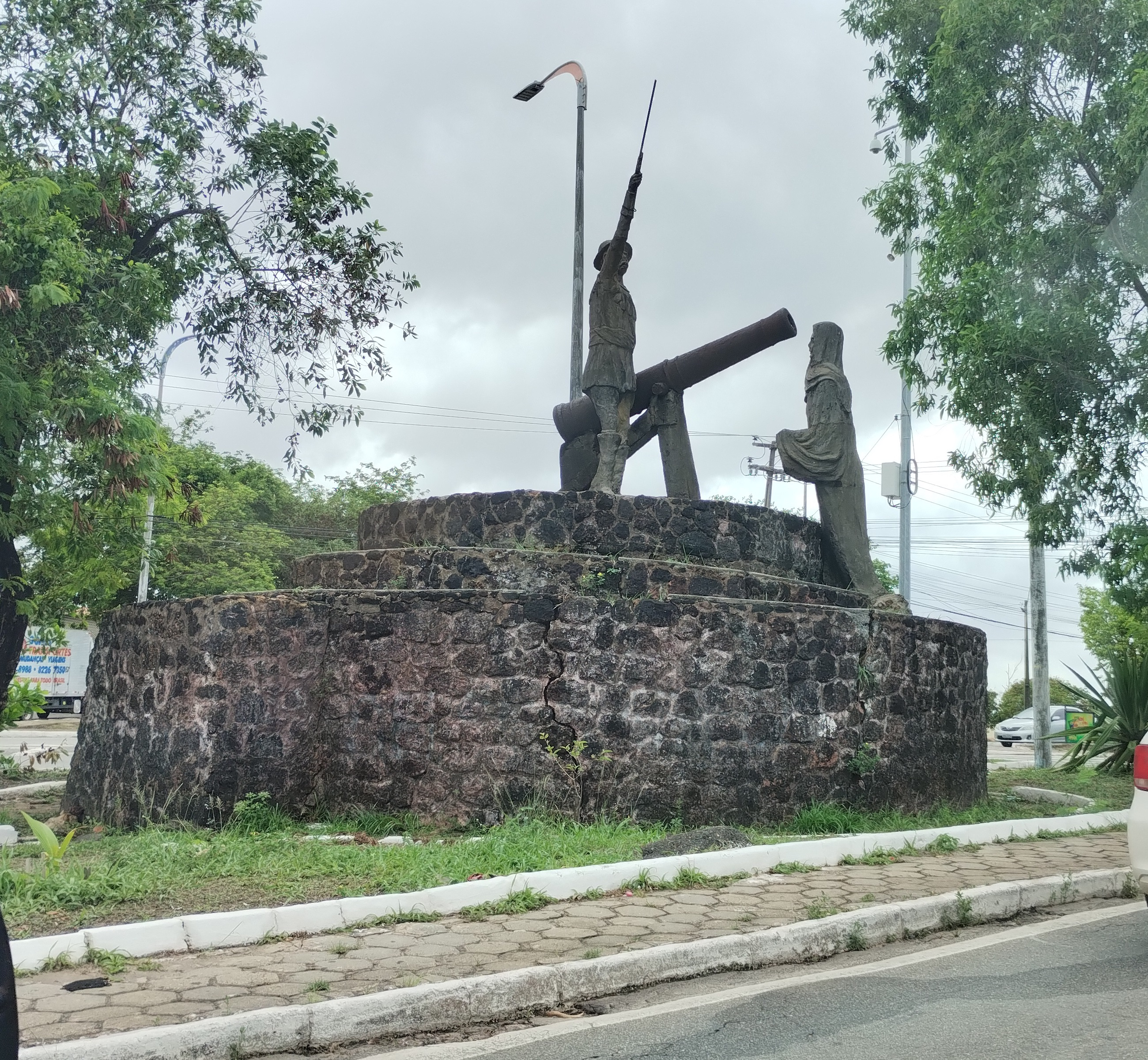
Monumento em memória à Batalha de Guaxenduba, localizado no bairro do Vinhais, em São Luís

No livro História da Companhia de Jesus na Extinta Província do Maranhão e Pará (1759), o padre José de Moraes descreve uma tradição popular que ouviu no Maranhão, segundo a qual Nossa Senhora da Vitória teria aparecido entre os batalhões portugueses, animando os soldados durante todo o tempo da batalha, e que o tempo de subida da maré teria sido retardado milagrosamente. Outras versões afirmam que a Virgem Maria transformava areia da praia em pólvora, que oferecia aos portugueses. A narrativa, alimentada pelo contexto da Contrarreforma, persistiu por séculos no imaginário popular de São Luís. A Catedral de São Luís do Maranhão é dedicada a Nossa Senhora da Vitória, que é considerada padroeira da cidade.
A lenda de Guaxenduba também é retratada num monumento localizado na Avenida Jerônimo de Albuquerque, no bairro do Vinhais, em São Luís. A obra é de autoria do ex-padre italiano Cherubino Luigi Dovera (1917-1994), e representa Jerônimo de Albuquerque ao lado de uma peça de artilharia, e em frente a ele, Nossa Senhora da Vitória. Dovera foi o criador de vários outros monumentos espalhados pela cidade.

## Uso de lunetas
A batalha de Guaxenduba teria sido uma das primeiras situações de combate em que se noticiou o uso de uma luneta. Diogo de Campos relata:
Neste tempo, com alguns arcabuzeiros que se chegaram mais, começou o sargento-mor de travar a escaramuça a ver como se punham, e havendo caído dous franceses e um soldado dos portugueses, parou a obra, e o sargento-mor se veio ao forte, a ver o que determinava seu colega, o qual achou com um óculo de longa vista olhando por uma bombardeira o que os inimigos faziam (...) 

## Leituras adicionais
- Lacroix, Maria de Lourdes Lauande (2006). Jerônimo de Albuquerque Maranhão: guerra e fundação no Brasil Colonial. São Luís: UEMA
- Cidades históricas, inventário e pesquisa: São Luís. Brasília: Senado Federal. 2007. 570 páginas
- Marques, Cesar Augusto (1870). Diccionario historico-geographico da provincia do Maranhão. Maranhão: Tipografia do Frias. Consultado em 27 de abril de 2024